# 레바즈 민도라슈빌리
레바즈 샬바스 제 민도라슈빌리(조지아어: რევაზ შალვას ძე მინდორაშვილი, 1976년 7월 1일~)는 조지아의 레슬링 선수이다. 2008년 하계 올림픽 남자 자유형 미들급에서 금메달을 획득하였다. 또한 세계 선수권 대회에서 금메달 1개, 은메달 1개, 동메달 1개를 획득했다.